# Lucille Eichengreen
Pour les articles homonymes, voir Eichengreen.
Lucille Eichengreen (née Cecilie Landau ; 1er février 1925 - 7 février 2020) est une survivante du ghetto de Łódź (Litzmannstadt) et des camps de concentration nazis allemands d'Auschwitz, Neuengamme et Bergen-Belsen. Elle se marie, a deux fils et travaille comme agent d'assurance. En 1994, elle publie From Ashes to Life: My Memories of the Holocaust (Des cendres à la vie : mes souvenirs de l'Holocauste).
Elle donne fréquemment des conférences sur l'Holocauste dans des bibliothèques, des écoles et des universités aux États-Unis et en Allemagne. Elle participe à un documentaire de l'université de Giessen sur la vie dans le ghetto, pour lequel elle reçoit un doctorat honorifique.

## Biographie

### Avant 1941
Née Cecilie Landau à Hambourg, en Allemagne, le 1er février 1925, elle est l'aînée des deux filles du marchand de vin d'origine polonaise Benjamin Landau et de sa femme Sala (Sara), née Baumwollspinner. Elle décrit son enfance comme « très agréable, très confortable »avant l'arrivée au pouvoir d'Hitler en 1933.Après cela, les Juifs ont été exposés à des mesures de répression croissantes de la part des nazis ainsi qu'à des insultes et des agressions de la part de la population locale,.
De retour à Hambourg au printemps 1939, Benjamin Landau est arrêté par la Gestapo 1er septembre de la même année lors de l'attaque contre la Pologne, comme « ennemi étranger ».Il est d'abord emmené dans une prison de police à Fuhlsbüttel, puis au camp de concentration d'Oranienburg,et enfin au camp de concentration de Dachau, où il est assassiné le 31 décembre 1940. La famille n'apprend sa mort qu'en février 1941, lorsque la Gestapo apporte ses cendres, « dans une boîte à cigares avec un élastique », dans leur appartement, comme le rappelle Eichengreen :
Deux agents de la Gestapo sont arrivés à la maison et les ont jetés sur la table de la cuisine ... Ils ont seulement dit: « Cendres, Benjamin Landau ! » et sont partis. Ils n'ont pas parlé. qui ont subi des abus sexuels de la part du chef du ghetto Chaim Rumkowski, Quelques semaines plus tard, alors qu'elle était soumise à un nouveau processus de sélection

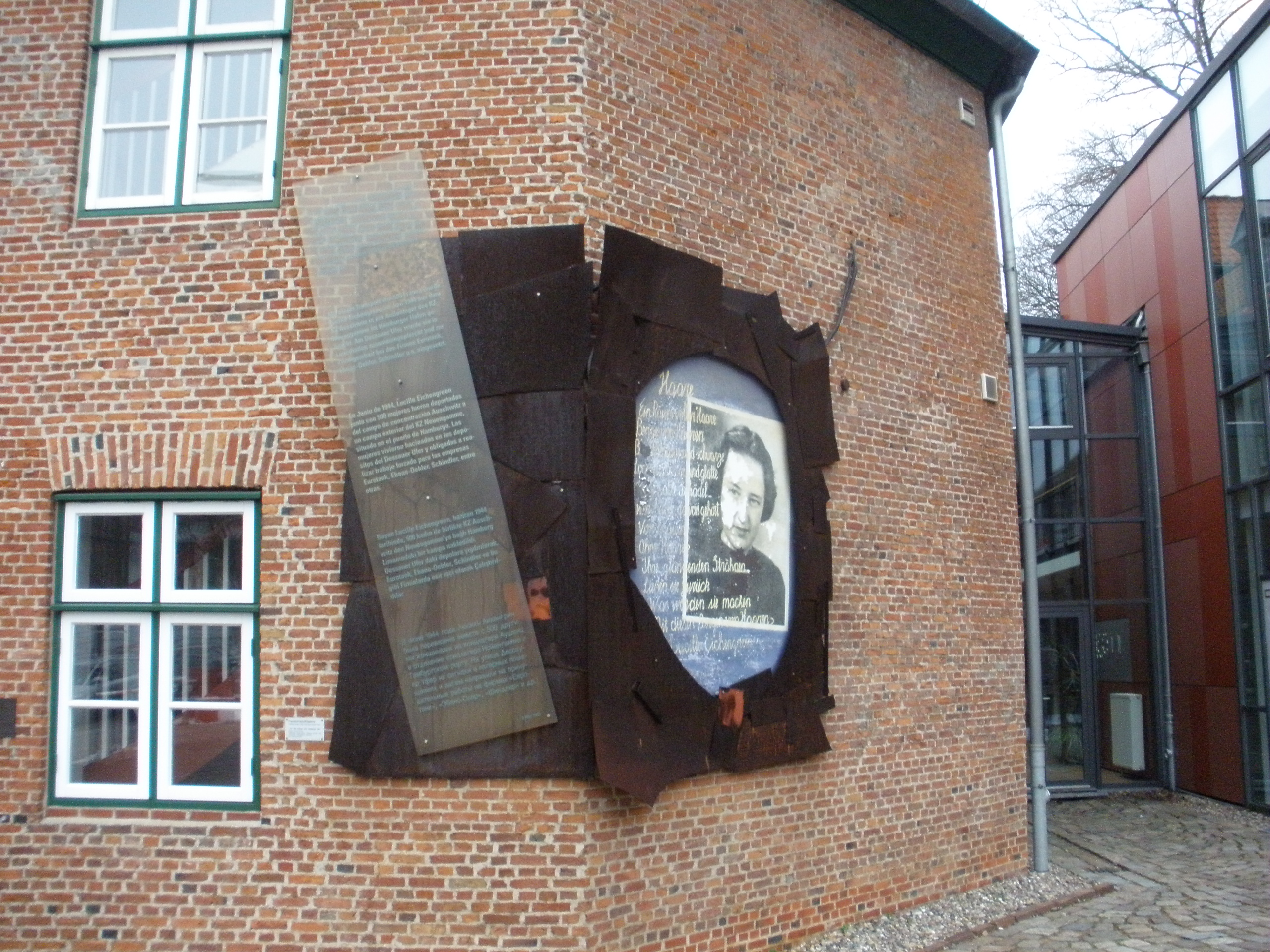
Plaque commémorative avec une image de Lucille Eichengreen

### Déportation
Le 25 octobre 1941, elle est déportée, à l'âge de 16 ans, dans le ghetto de Łódź (Litzmannstadt), avec sa mère et sa sœur cadette Karin.Dans le ghetto, sa mère meurt de faim et décède le 13 juillet 1942. Lucille trouve du travail et survit, vivant dans des conditions inhumaines.
Karin, dont elle s'occupait, fut séparée d'elle à l'âge de onze ans en septembre 1942, déportée au camp d'extermination de Chełmno et assassinée. Lucille faisait partie des employées de bureau qui ont subi des abus sexuels de la part du chef du ghetto Chaim Rumkowski dont elle se souvient :«J'étais dégoûtée et en colère [...] mais si je m'étais enfuie, il m'aurait fait déporter»,.
Lucille travaille comme secrétaire pour le journaliste et écrivain Oskar Singer. En 1943, elle est frappée à l'oreille gauche lors d'un interrogatoire par la police nazie après une dénonciation, ce qui entraîne une surdité permanente de cette oreille. En août 1944, elle est déportée au camp de concentration d'Auschwitz, où elle est jugée apte à travailler lors du processus de sélection. le médecin du camp de concentration Josef Mengele l'envoya au camp satellite de Dessauer Ufer, KZ Neuengamme, où elle fut contrainte d'effectuer des travaux pénibles, de travailler dans la construction et de retirer les débris des bombes. Plus tard, elle fut affectée à des travaux de bureau, bien qu'elle fût toujours exposée aux mauvais traitements de ses supérieurs. En mars 1945, elle fut déportée au camp de concentration de Bergen-Belsen.

### Après la libération des camps de concentration

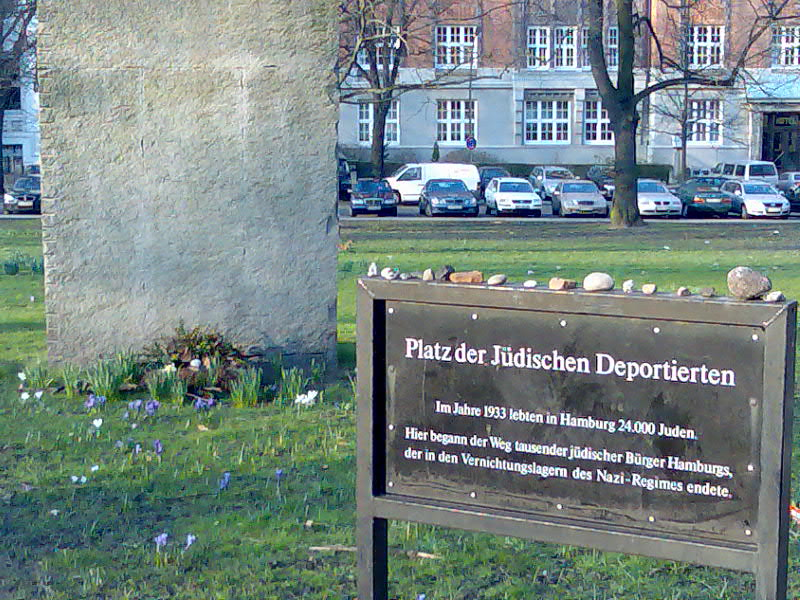
Monument et plaque aux Juifs déportés de Hambourg (2007)

Landau est la seule membre de sa famille proche à survivre à l'Holocaustmême si ce n'est qu'en 1947 qu'elled evient  certaine que sa sœur éest morte.e, Après la libération du camp de Bergen-Belsen par l'armée britannique, elle passe quelques mois dans le camp pour personnes déplacées de Bergen-Belsen, travaillant comme traductrice pour les Britanniques.
En coopération avec les forces britanniques, elle identifie 40 membres de la SS comme ayant travaillé dans le camp de concentration de Neuengamme, ce qui conduit à leur arrestation et à leur procès devant un tribunal. Après avoir reçu des menaces de mort, elle déménage aux États-Unis, où elle épouse un autre émigré juif de Hambourg, Dan Eichengreen.
Selon ses propres dires, elle a eu du mal à surmonter les effets des événements traumatisants de sa jeunesse et souffrait de cauchemars récurrents. En 1995, elle est retournée en Pologne et en Allemagne pour la première fois depuis 1945, notamment à Hambourg après avoir accepté une invitation du Sénat de Hambourg. Elle est également retournée à Auschwitz et dans l'ancien ghetto de Łódź.
Eichengreen a vécu à Oakland, en Californie. L'un de ses deux fils est l'économiste américain Barry Eichengreen. Elle est décédée le 7 février 2020 à l'âge de 95 ans.

### Années 1990

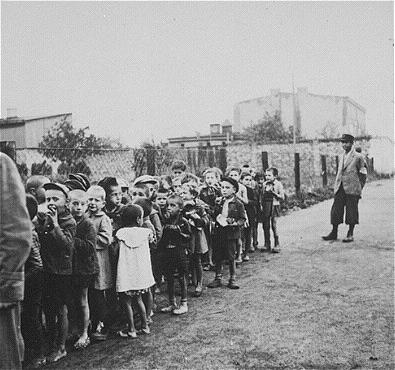
Déportation d'enfants du ghetto de Łódź vers le camp d'extermination de Chelmno, septembre 1942

Dans les années 1990, Eichengreen commence à écrire ses mémoires en vue de leur publication. Son livre "From Ashes to Life. My Memories of the Holocaust." est publié aux États-Unis en 1994. Après une première visite en Allemagne, elle donne des conférences dans des écoles, des universités et lors d'événements commémoratifs. Elle travaille avec l'unité de recherche sur la littérature de l'Holocauste de l'université de Giessen sur les chroniques du ghetto de Łódź, un texte qui rend compte de la vie dans le ghetto. Pour son implication, elle a reçu un Diplôme honorifique dans le domaine de la langue, de la culture et de la littérature de l'université en mai 2007.
Lors d'une exposition en 2009 à Hambourg intitulée In den Tod geschickt. Die Deportation von Juden, Roma und Sinti aus Hamburg 1940 bis 1945 (Envoyés à la mort : La déportation des EichengreenJuifs, des Roms et des Sinti de Hambourg, 1940 à 1945), elle reçoit le Hamburger Ehrendenkmünze in Gold (médaille d'honneur d'or de Hambourg), des mains du maire Ole von Beust. En 2015, un volume commémoratif (Festschrift) honorant son travail est publié.